# Cirrhilabrus lunatus
 Cirrhilabrus lunatus és una espècie de peix de la família dels làbrids i de l'ordre dels perciformes.

## Morfologia
Els mascles poden assolir els 8,5 cm de longitud total.

## Distribució geogràfica
Es troba a Okinawa, Taiwan i Bali (Indonèsia).